# Angels Fall
Angels Fall é um telefilme produzido nos Estados Unidos em 2007, dirigido por Ralph Hemecker e com atuações de Heather Locklear e Johnathon Schaech. Estreou no dia 29 de janeiro de 2007 no Lifetime.